# Oysterhead
Oysterhead war eine kurzlebige. im Mai 2000 gegründete dreiköpfige Rockmusik-Supergroup. 
Gründungsmitglieder waren Trey Anastasio, Gitarrist und Sänger der US-amerikanischen Band Phish, Stewart Copeland, ehemaliger Schlagzeuger der britischen Band The Police und Les Claypool, Bassist und Sänger der Band Primus.
Nach einigen Live-Auftritten veröffentlichte Oysterhead im Oktober 2001 ihr einziges Album The Grand Pecking Order.